# Чоли
Чоли (чоль, мовою кекчі — чужий, дикий) — індіанський народ групи мая, самоназва — «люди». Живуть у Мексиці, у штаті Чіапас і в прикордонних районах шт. Табаско. Чисельність — 100 тис. чол. Близькі чонталям і чорт'і. Мова — чоль, західної гілки сім'ї мая. Діалекти: тумбала, тила, пентальсінго. Віруючі — католики, зберігають дохристиянські вірування.

## Історія
Чоли брали участь у створенні міст-держав класичного періоду культури мая. Однак, за іншою версією, вони розселилися на Юкатані вже після падіння класичної цивілізації, і навіть брали участь в її розгромі. До іспанського завоювання мешкали в басейні р. Усумасинта до озера Ісабаль. Переселені на північ Чіапас в 16 ст. Були фактично незалежні до 1860 р., коли системою насильницьких контрактів, скасованої в 1915 р., були перетворені на рабів.

## Побут
Основні заняття — ручне підсічно-вогневе землеробство, і після колонізації — орне землеробство, мисливство, рибальство, бджільництво. Основні культури — кукурудза, квасоля, гарбуз, овочі, на заливних землях — рис, кава, цукровий очерет, картопля. Брак земель змушує чолей переселятися або орендувати землю у сусідніх племен. Багато хто працює за наймом на кавових плантаціях.
Традиційні ремесла — гончарство, плетіння, ткацтво.
Поселення — селища з квартальною або нерегулярною забудовою, села купчастого плану. Житло — однокамерна хатина з тростини з високим двосхилим дахом з пальмового листя.
Традиційний одяг — короткі широкі білі штани у чоловіків, широка сорочка, плетені капелюхи, сумки, сандалі. У жінок — довга спідниця, яскравий пояс із тканини, вишита тунікоподібна блуза з коротким рукавом, накидка ребосо.

## Соціальна організація
Більшість чолей об'єднані в громади з радою старійшин на чолі. Сім'я — мала, рідше велика. Шлюб патрилокальний, поширене відпрацювання за наречену. Рахунок спорідненості патрилінійний.

## Духовне життя
Чоли мають фольклор і міфологію. Зберігають культ гір, печер, зооморфних двійників, особистих духів-заступників, анімізм і практикують чаклунство. Зберігають стародавні аграрні і похоронні обряди. Дітей ховають під підлогою осель. Існує храм Чорного Христа (стародавнього бога-громовика). У Тіле знаходиться центр паломництва народів мая.